# An Hiệp, Vĩnh Long
An Hiệp là một xã thuộc tỉnh Vĩnh Long, Việt Nam.

## Địa lý
Xã An Hiệp có vị trí địa lý:
- Phía đông giáp xã Ba Tri.
- Phía nam giáp xã Thạnh Phú và Quới Điền, ranh giới là sông Hàm Luông.
- Phía bắc giáp xã Hưng Nhượng và An Ngãi Trung.

Xã An Hiệp có diện tích 56,33 km², dân số năm 2025 là 31.248 người, mật độ dân số đạt 554 người/km²

## Lịch sử
Ngày 16 tháng 6 năm 2025, Ủy ban Thường vụ Quốc hội ban hành Nghị quyết số 1687/NQ-UBTVQH15 về việc sắp xếp các đơn vị hành chính cấp xã của tỉnh Vĩnh Long năm 2025. Theo đó, sắp xếp toàn bộ diện tích tự nhiên, quy mô dân số của các xã An Ngãi Tây, An Hiệp và Tân Hưng thành xã mới có tên gọi là xã An Hiệp.
Sau khi sáp nhập, xã An Hiệp có 56,33 km² diện tích tự nhiên và dân số 31.248 người.